# Whitney Osuigwe
Whitney Osuigwe (/əˈsɪɡweɪ/ ə-SIG-way; sinh ngày 17 tháng 4 năm 2002) là một vận động viên quần vợt người Hoa Kỳ. Cô đã từng đoạt giải ITF Junior World Champion và hiện đang là tay vợt trẻ số 1 ITF. Osuigwe cũng đã vô địch Giải quần vợt Pháp Mở rộng 2017 để trở thành tay vợt người Mỹ đầu tiên vô địch nội dung đơn nữ trẻ sua 28 năm.

## Chung kết Grand Slam trẻ

### Đơn: 1 (1 danh hiệu)
| Kết quả | Năm  | Giải đấu     | Mặt sân | Đối thủ    | Tỉ số              |
| ------- | ---- | ------------ | ------- | ---------- | ------------------ |
| Vô địch | 2017 | Pháp Mở rộng | Đất nện | Claire Liu | 6–4, 6–7(5–7), 6–3 |

### Đôi: 1 (1 á quân)
| Kết quả | Năm  | Giải đấu  | Mặt sân | Đồng đội     | Đối thủ                   | Tỉ số    |
| ------- | ---- | --------- | ------- | ------------ | ------------------------- | -------- |
| Á quân  | 2017 | Wimbledon | Cỏ      | Caty McNally | Olga Danilović Kaja Juvan | 4–6, 3–6 |

## Chung kết ITF

### Đơn: 1 (0-1)
| Chú thích       |
| --------------- |
| $100,000        |
| $75,000/$80,000 |
| $50,000/$60,000 |
| $25,000         |
| $10,000/$15,000 |

| Chung kết theo mặt sân |
| ---------------------- |
| Cứng (0–0)             |
| Đất nện (0–1)          |
| Cỏ (0–0)               |
| Thảm (0–0)             |

| Kết quả | T-B | Ngày             | Giải đấu              | Thể loại | Mặt sân | Đối thủ              | Tỉ số         |
| ------- | --- | ---------------- | --------------------- | -------- | ------- | -------------------- | ------------- |
| Á quân  | 0–1 | tháng 1 năm 2018 | Wesley Chapel, Hoa Kỳ | $25K     | Đất nện | Francesca Di Lorenzo | 2–6, 6–1, 4–6 |

### Đôi: 3 (2-1)
| Chú thích       |
| --------------- |
| $100,000        |
| $75,000/$80,000 |
| $50,000/$60,000 |
| $25,000         |
| $10,000/$15,000 |

| Chung kết theo mặt sân |
| ---------------------- |
| Cứng (0–0)             |
| Đất nện (2–1)          |
| Cỏ (0–0)               |
| Thảm (0–0)             |

| Kết quả | T-B | Ngày             | Giải đấu                | Thể loại | Mặt sân | Đồng đội       | Đối thủ                        | Tỉ số            |
| ------- | --- | ---------------- | ----------------------- | -------- | ------- | -------------- | ------------------------------ | ---------------- |
| Vô địch | 1–0 | tháng 3 năm 2018 | Orlando, Hoa Kỳ         | $15K     | Đất nện | Caty McNally   | Dia Evtimova Ilona Kremen      | 6–2, 6–3         |
| Vô địch | 2–0 | tháng 4 năm 2018 | Jackson, Hoa Kỳ         | $25K     | Đất nện | Sanaz Marand   | Gaia Sanesi Chanel Simmonds    | 6–1, 6–3         |
| Á quân  | 2–1 | tháng 4 năm 2018 | Charlottesville, Hoa Kỳ | $80K     | Đất nện | Ashley Kratzer | Sophie Chang Alexandra Mueller | 6–3, 4–6, [7–10] |